# (32830) 1992 DL11
1992 DL11 (asteroide 32830) é um asteroide da cintura principal. Possui uma excentricidade de 0.13425010 e uma inclinação de 7.59474º.
Este asteroide foi descoberto no dia 29 de fevereiro de 1992 por UESAC em La Silla.